# Miguelina Acosta Cárdenas

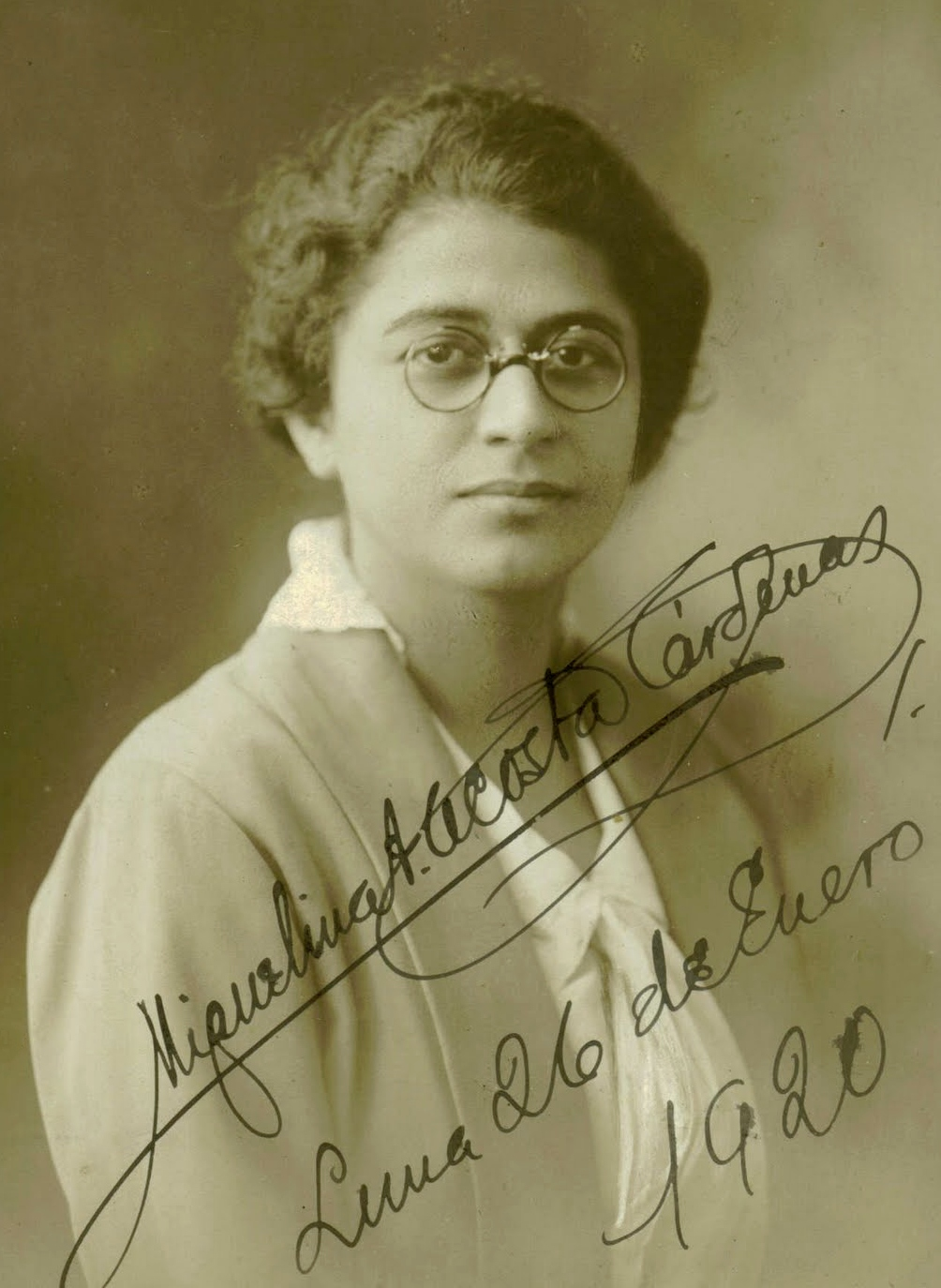
Miguelina Acosta Cárdenas (1920)

Miguelina Aurora Acosta Cárdenas (* 23. November 1887 in Yurimaguas, Provinz Loreto; † 26. Oktober 1933 in Lima) war eine peruanische Juristin und die erste Anwältin ihres Landes mit eigener Kanzlei. Sie setzte sich insbesondere für die Rechte der Frauen, der Arbeiter und der indigenen Bevölkerung ein.

## Biographie
Miguelina Acosta Cárdenas wurde am 23. November 1887 in Yurimaguas geboren; ihrer Familie gehörte dort eine Kautschukplantage. Als Jugendliche fuhr sie mit ihrer Mutter nach Europa, wo sie die Sekundarschule abschloss und Deutschland, Italien und die Schweiz bereiste. In dieser Zeit erwachte ihr politisches Interesse.
Nach ihrer Rückkehr nach Peru nahm Miguelina Acosta ein Jurastudium an der Universidad Nacional Mayor de San Marcos  auf. Weil sie eine Frau war und die Schule in Europa abgeschlossen hatte, bekam sie zunächst Probleme, zugelassen zu werden: Um ihr Studium aufnehmen zu können, musste sie sich mit weiteren Prüfungen qualifizieren. Sie erkrankte an den Augen und war kurzzeitig erblindet, konnte aber durch eine umgehende Behandlung geheilt werden. Ihre Dissertation schrieb sie zum Thema „Nuestra institución del matrimonio baja la condición jurídica y social de la mujer“ („Unsere Institution der Ehe unter der juristischen und sozialen Stellung der Frau“). Sie kritisierte darin die Definition der Ehe im peruanischen Gesetzbuch von 1851, nach der der Mann Autorität und die Vormundschaft gegenüber der Frau hatte, und plädierte für Reformen des peruanischen Zivilgesetzbuches, um die zivile und rechtliche Gleichstellung von Mann und Frau zu bewirken. Während Acosta Cárdenas an dieser Dissertation arbeitete, litt sie unter Selbstmordgedanken.
Acosta Cárdenas war zwar nicht die erste Peruanerin, die Jura studierte, aber sie war die erste, die als Anwältin praktizierte und eine Kanzlei eröffnete. Zusammen mit der Journalistin Dora Mayer gründete sie die Zeitschrift La Crítica, die sich von 1917 bis 1920 vor allem mit Anliegen der indigenen Bevölkerung, mit Frauenrechten und der Gewerkschaftsbewegung beschäftigte. Unter den Pseudonymen „Maac“ und „Emedosa“ veröffentlichte sie zahlreiche Artikel. Sie interessierte sich für die verschiedenen sozialen und politischen Aktivistengruppen, unter anderem für die „Asociación Pro-Indígena“, eine 1909 von Pedro Zulen und Dora Mayer gegründete Organisation. Im Jahr 1914 begann sie, sich an der beginnenden peruanischen Frauenbewegung zu beteiligen. Sie wurde in den Vorstand der im selben Jahr gegründeten feministischen Organisation „Evolución Femenina“ gewählt, in der sie für Frauen sowohl bessere Bildungschancen als auch die gleichen bürgerlichen und politischen Rechte wie für Männer forderte.
Nach dem Ersten Weltkrieg waren in Peru die Grundnahrungsmittel knapp und die Lebensmittelpreise stiegen, was auch eine Folge des Rückgangs von Kautschukexporten war. La Crítica widmete fast alle Artikel der wirtschaftlichen Situation des Landes. Im April 1919 wurde in Lima das „Comité Pro-Abaratamiento de las Subsistencias“ gegründet, das etwa 30.000 Arbeiter mobilisierte, die eine Senkung der Lebensmittelpreise und der Mieten forderten. Die Regierung wurde zudem aufgefordert, die Großgrundbesitzer zu zwingen, für die inländische Versorgung und nicht nur für den Export zu produzieren. Miguelina Acosta Cárdenas nahm an verschiedenen Demonstrationen teil, um gegen die steigenden Preise zu protestieren und wurde dreimal inhaftiert. Während einer dieser Aktionen trat sie in den Hungerstreik.
Im Juli 1920 erhielt Miguelina Acosta von der Universidad Nacional Mayor de San Marcos ihren Bachelor-Abschluss und ihren Doktor-Titel in Jura. Nach ihrem Abschluss hörte sie nicht auf, sich an sozialen Aktivitäten in Lima zur Verbesserung des Status von Arbeitern, Indigenen und Frauen zu beteiligen. Im Dezember 1924 nahm sie an der Panamerikanischen Frauenkonferenz teil. Dort stellte sie ihre Idee vor, ein System von Wanderlehrern auf dem Land zu schaffen, um die Bildung der indigenen Bevölkerung zu verbessern. Sie gehörte zu einem Kreis von Intellektuellen, Arbeitern und Indigenen, der sich zwischen 1923 und 1930 um den peruanischen Journalisten und marxistischen Politiker José Carlos Mariátegui gebildet hatte. In ihren letzten Lebensjahren lebte sie in Callao. Miguelina Acosta Cárdenas starb 1933 im Alter von 45 Jahren, nachdem ihr ein Zahn gezogen worden war und die Wunde sich entzündet hatte. Sie wurde auf dem Friedhof Baquíjano y Carrillo in Callao beigesetzt.

## Ehrungen
Am 8. März 2022, dem Internationalen Frauentag, wurde Miguelina Acosta Cárdenas posthum mit dem peruanischen Orden Orden al Mérito de la Mujer ausgezeichnet. Zu ihren Ehren wurde von der peruanischen Ministerin Diana Miloslavich Túpac in der zentralen Halle des Ministeriums für Frauen und gefährdete Bevölkerungsgruppen eine Gedenktafel enthüllt.

## Schriften
- Joel Rojas (Hrsg.): Miguelina Acosta Cárdenas. Escritos Selectos. Heraldos Editores, 2020.